# PCBP1
PCBP1‏ (Poly(rC) binding protein 1) هوَ بروتين يُشَفر بواسطة جين PCBP1 في الإنسان.